# Hrvatsko državno pravo
Hrvatsko državno pravo pojam je kojem se ponekad pridružuju i pojmovi hrvatskog povijesnog i hrvatskog prirodnog prava, a označava skup povijesnih i državno-pravnih činjenica na kojima je utemeljena težnja hrvatskog naroda za očuvanjem nacionalne samostalnosti i postizanjem teritorijalnoga jedinstva hrvatskih zemalja, najprije u okviru Habsburške Monarhije, a potom i u ostalim povijesnim okolnostima. Glavne postavke hrvatskog državnog prava naći će se i u "Izvorišnim osnovama" Ustava Republike Hrvatske.

## Ilirski pokret i revolucionarna previranja
Razvojem Ilirskog pokreta koji je među svojim ciljevima imao ujedinjenje svih „ilirskih zemalja“, a potom i Hrvatskog narodnog preporoda koji će težiti, između ostaloga, i jačanju samobitnosti u odnosu na Ugarsku, javljaju se polovicom 19. stoljeća sve snažniji pokušaji povijesnoga i pravnoga utemeljenja samosvojnosti i jedinstvenosti Trojedne kraljevine Hrvatske, Slavonije i Dalmacije.
Još 1790. godine, u želji da se odupre austrijskom apsolutizmu, Hrvatski sabor donosi odluku da se Hrvatska podvrgne Ugarskom namjesničkom vijeću, čime se Hrvatska po prvi put u povijesti u upravnom smislu izravno podložila Ugarskoj. No, Hrvatski sabor je to podvrgavanje uvjetovao i vremenski ograničio. Naime, svoju je vrhovnu vlast predao ugarskoj vladi, ali sve dok se ne povrate "oni krajevi Hrvatske, koji su danas pod Venecijom i Turskom" Daljnje težnje mladog mađarskog nacionalizma - uključujući nametanje mađarskih zakona Hrvatskoj i nametanje mađarskog jezika - bila su odbijena: hrvatski ban Ivan Erdődy je tom prigodom izrekao riječi koje su poslije postale simbolom nastojanja za hrvatskim državnim pravom: Regnum regno non praescribit leges!
Mađarski su vladajući krugovi takvo stanje koristili kako bi ojačali svoje interese i svoj utjecaj na području Hrvatske i Slavonije, zanemarivši uvjete iz te pogodbe. Zato će i narodni pokret u Hrvatskoj biti kroz sljedeća desetljeća u znaku odupiranja mađarskoj hegemoniji. Sukob je dosegao svoj vrhunac u vrijeme revolucionarnih događaja 1848. – 1849., kad je Mađarska nastojala postići samostalnost u odnosu na Austriju. Hrvatski intelektualni krugovi, oslonjeni na Narodnu stranku, uvidjeli su svoju priliku, te su u takvim okolnostima tražili bliže veze s Austrijom, a u savezu protiv Mađara.

### Zahtijevanja naroda
Takve su se ideje vidjele osobito u različitim proglasima koji su se pojavili u Hrvatskoj i Slavoniji tijekom 1848. godine. Među njima valja spomenuti Zahtijevanja naroda, usvojena 25. ožujka 1848. na Skupštini Trojedne kraljevine Dalmacije, Hrvatske i Slavonije sazvanoj u Zagrebu u Narodnom domu (Sabor još nije bio sazvan). U njima se izriče nakana „slavjanskih naroda“ Trojedne kraljevine da i dalje ostanu pod ugarskom krunom, s kojom su „pređi naši slobodnom voljom sjedinili slobodnu krunu“ kraljevina Dalmacije, Hrvatske i Slavonije. Uz ostalo, u tom se dokumentu u 3. točki traži snažno i ponovno sjedinjenje kraljevine Dalmacije s kraljevinama Hrvatskom i Slavonijom kojima po „zakonu i dogodovštini (tj. povijesti)“ pripada, kao i „cijele naše vojničke granice“ (tj. Vojne krajine), te svih ostalih krajeva „naše domovine“ koji su tijekom vremena izgubljeni, a sada se nalaze u mađarskim županijama ili austrijskim krunskim zemljama.
Iščitava se iz toga da se program Zahtijevanja naroda ne odnosi samo na Dalmaciju i Vojnu krajinu, nego i na ostale zemlje. Kad je riječ o „mađarskim županijama“, onda se tu očito misli na Međimurje, a kad je riječ o austrijskim nasljednim zemljama valja ovamo pribrojiti barem Istru.

### Odluke Hrvatskoga sabora
Iste godine u Hrvatskome saboru doneseni su zaključci o odnosima s Austrijom i Ugarskom, a osobito se ističe članak XI. („O osnovi odnošenja sproću Ugarske i Austrije“) u kojem se kralju predstavljaju „želje i zahtijevanja naroda.“ U prvoj točki toga članka navodi se da je „Trojedna kraljevina kao država oduvijek slobodna i od Ugarske nezavisna. U šestoj točki traži se da se kraljevina Dalmatinska, kao njezin sastavni dio, „s Trojednom kraljevinom sjedini“, a ostale „jugoslavjanske pokrajine monarkije austrijske, kao što je novoustrojena vojvodina Srbska, zatim Dolnja Štajerska, Koruška, Kranjska, Istrija i Gorica“ da uđu u uži savez s Trojednom kraljevinom. U sedmoj točki predlaže se i nastavak „prijateljskog“ saveza s Ugarskom „u smislu pragmatičke sankcije“, a u jedanaestoj točki traži se puna vlast Hrvatske nad onim krajevima koje je u tim revolucionarnim godinama prisvajala Mađarska, što se osobito odnosi na dijelove Slavonije, ali i na Rijeku. Važno je ovdje vidjeti opseg zemalja za koje se zanima Hrvatski sabor, premda na zemlje izvan Hrvatske, Slavonije i Dalmacije gleda drugačije nego na ove tri pokrajine. Isto tako, još se ne spominje Bosna i Hercegovina, jer je ona još uvijek u sastavu Turskog Carstva. Usto, s obzirom na državnopravni položaj, značajno je spominjanje Hrvatske pragmatičke sankcije koja će kroz sljedeća desetljeća ostati jedan od središnjih čimbenika Hrvatskog državnog prava.

#### Manifest naroda hrvatsko-slavonskog
Još je važniji u tom pogledu Manifest naroda hrvatsko-slavonskog od 5. lipnja 1848., kojim se Hrvatski sabor prvi put opširno poziva na „naravno (prirodno) pravo“ i na „historičko (povijesno) pravo“ naroda. Prirodno pravo opisano je, tako, kao najveće, „jer je u prirodi osnova i temelj svakoga prava.“ Kao primjer toga prava navedene su težnje talijanskog i njemačkoga naroda za sjedinjenjem. Uz to pravo na narodno jedinstvo, prema ovom Manifestu, prirodno je pravo i pravo naroda na „slobodu i savršenu jednakost“ s ostalim narodima, pa je tako neodrživa postojeća hegemonija njemačkog i mađarskog naroda u Monarhiji. Na tim načelima slobode i jednakosti, Sabor očekuje ujedinjenje svih južnoslavenskih naroda unutar Habsburške Monarhije.
Kad govori o povijesnom pravu, Sabor spominje da je prvi hrvatsko-ugarski kralj Koloman, „kao i mnogi njegovi nasljednici“ posebno okrunjen u Zadru hrvatskom krunom; da je hrvatski narod samostalno na saboru u Zadru za kralja izabrao Ladislava Napuljskog i Tvrtka I.; da su Hrvati 1526. na Cetinskom saboru samostalno i prije Mađara izabrali Ferdinanda I. za svoga kralja; da je Hrvatski sabor, prije svih ostalih austrijskih naroda i nekoliko godina prije Mađara, samostalno prihvatio Pragmatičnu sankciju; da je hrvatski narod, bez Mađara, sam potpisao „Bečku pacifikaciju“ (sporazum između vladara i pobunjenog ugarskog plemstva iz 1606.); da je Hrvatski sabor uvijek imao zakonodavnu ulogu i da se održavao pod predsjedanjem kralja; da su „Constitutiones et Articuli Slavoniae“ iz godine 1492. i 1358., bez razmatranja u Ugarskom saboru, ušli u ugarsko zakonodavstvo; da su tek od 15. stoljeća, i to ne uvijek, Ugarska i Hrvatska „kao jedno tijelo“, premda Hrvatski sabor nije uvijek slao svoje izaslanike na Ugarski, a ondje doneseni zakoni u Hrvatskoj su vrijedili samo ako bi bili u skladu s njezinim pravom i samostalnošću; da je banska vlast uvijek bila neovisna od ugarske i da se prostirala „od Drave i Dunava do Jadranskog mora“; da su i odlukom od 1790. i 1791., kad su ovlasti prenijete na Ugarsko namjesništvo, poslovi koji su se odnosili na samu kraljevinu ostali u nadležnosti Hrvatskoga sabora; da ugarski palatini i suci nikad nisu imali nadležnosti na području Hrvatske; da se kraljevi cijelo vrijeme, pa i u doba nastanka Manifesta, prilikom krunidbe obvezuju da će štititi ne samo Ugarsku, nego i kraljevine Hrvatsku, Slavoniju i Dalmaciju. Na temelju toga povijesnoga prava, Sabor ističe da ne traži za Trojednu kraljevinu ništa nova što mu već ne bi pripadalo. Većina ovih povijesnih podataka otada će činiti sastavni dio Hrvatskoga državnog prava. Posebice se to odnosi na naglašavanje da je savez Hrvatske i Ugarske bio samo personalna unija, na izbor Habsburgovaca za hrvatske kraljeve, te na Pragmatičnu sankciju.

## Zbivanja nakon Bachova apsolutizma
Po završetku Bachova apsolutizma i ponovnim omogućavanjem slobodnijeg političkog djelovanja u cijeloj Monarhiji, a posebice u svjetlu reforme Monarhije koja je išla prema dualizmu Austrije i Mađarske, koncept Hrvatskog državnog prava dobiva nove nijanse.

## Kvaternikovo dopisivanje s Napoleonom III.
Preko svojih talijanskih poznanstava, Niccola Tommasea i C. Cavoura, išao je Napoleonu III. u nadi da bi mu mogao pomoći u oslobađanju Hrvatske, a radi toga je 1859. napisao knjigu na francuskom La Croatie et la confederation italienne. Knjiga je bila zabranjena u Austriji. U istoj je isticao poseban položaj Hrvatske u Europi, poricao je Austriji i Ugarskoj prava na Hrvatsku te je predlagao ujedinjenje svih hrvatskih zemalja, u koje je ubrojio Hrvate s područja današnje RH i BiH, a u Hrvate je uračunao i Slovence koje u tom djelu naziva noričkim Hrvatima. Naglasio je da su austrijski vladari sklapali mirovne ugovore (poimence: karlovački mir, Požarevački mir, Beogradski mir, Svištovski mir) s Osmanskim Carstvom od kraja 17. st., a da pritom nisu sudjelovali i Hrvati, što je protupravno, te sukladno tome je zahtijevao neka se Hrvatskoj reinkorporiraju svi teritoriji koje joj je Osmansko Carstvo osvojilo. U tom je djelu prvi od hrvatskih političara koji se poziva ne samo na povijesno, nego i na prirodno pravo te na međunarodno pravo kojega ni druga strana, turska, nije poštovala.
Vidi s:Proglas hrvatskom narodu Eugena Kvaternika iz 1859.

### Sabor 1861.
Hrvatska politička scena bila je tada podijeljena između narodnjaka koji su nastojali ostvariti što širu autonomiju Trojedne kraljevine vodeći računa o konkretnim povijesnim prilikama, unionista koji su zastupali bezuvjetnu što užu suradnju s Ugarskom, te tada nastale Stranke prava koja se zalagala za hrvatsku neovisnost, kako od Pešte, tako i od Beča. Ove su razlike došle do izražaja i na zasjedanju Hrvatskoga sabora od 15. travnja 1861. Upravo je ondje jedan od vođa pravaša, Eugen Kvaternik, održao govor kojim se pozvao na Hrvatsko državno pravo, a isto je nakon njega učinio i Ante Starčević, koji izričito spominje „Državno pravo Kraljevine Hrvatske.“ Svojim je govorom Starčević, pozivajući se na Hrvatsko državno pravo, ukazao na neodrživost kako mađarske, tako i austrijske hegemonije, ali i na neutemeljenost zahtijevanja Austrije da se Hrvatska dogovori s Ugarskom o budućem ustroju zajedničke države. Usto, naglasio je nepravednost stanja u kojem je u Hrvatskom saboru zastupljena tek četvrtina teritorija koji po državnom pravu pripada Hrvatima, a kao zemlje izvan toga područja nabraja Dalmaciju, dijelove Kranjske, Međimurje, Tursku Hrvatsku i Vojnu krajinu. izvorni tekst na WikIzvoru: [[s:tekst govora.|tekst govora.]]
Na Saboru pobjeđuje narodnjačka struja, a Sabor donosi poznati „članak 42“ prema kojem Ugarska mora priznati zemljišnu cjelovitost te samostalnost Hrvatske u poslovima uprave, sudstva, školstva i bogoštovlja.
Kroz sljedeće razdoblje narodnjaci, predvođeni Strossmayerom sve će se više zalagati za južnoslavensko jedinstvo, a pravaši će zahtijevati poštovanje Hrvatskog državnog prava, što je podrazumijevalo hrvatsku samostalnost i jednakost s ostalim narodima, ali i ujedinjenje svih „hrvatskih zemalja.“ Ovo će uključivati, ne samo Vojnu krajinu i Dalmaciju, nego i ostala područja na kojima su živjeli južni Slaveni unutar Habsburške Monarhije.

### Nakon hrvatsko-ugarske nagodbe
Nakon sklapanja Hrvatsko-ugarske nagodbe 1868. zaoštrile su se prilike u Hrvatskoj, a na sljedećim izborima u rujnu 1872. pravaši i narodnjaci u koaliciji odnose pobjedu te traže reviziju Nagodbe. U cijelom razdoblju koje je prethodilo sklapanju nagodbe, kao i nakon toga, razvile su se između hrvatskih i mađarskih povjesničara i političara rasprave o autentičnosti dokumenta poznatog kao Pacta conventa, koji je navodno sadržavao odredbe sporazuma o personalnoj uniji između mađarskog kralja Kolomana i hrvatskog plemstva, a predstavljao je jedan od temelja Hrvatskog državnog prava.
Narodnjaci su u ovom razdoblju u Hrvatskom državnom pravu vidjeli temelj koji će omogućiti samostalnost južnih Slavena unutar Monarhije, no krajem desetljeća, dolaskom Bosne i Hercegovine pod austrijski protektorat (1878.), povratkom Vojne krajine pod bansku vlast (1881.) i rastom utjecaja narodnjaka u Dalmaciji, došlo je do znatnijih promjena i u stavovima nekih njihovih pristalica. Već 1878. Hrvatski sabor traži od cara Franje Josipa da se Bosna i Hercegovina pripoji Hrvatskoj i Slavoniji na temelju Hrvatskog državnog prava, jer je to područje, prije dolaska Turaka pripadalo hrvatskom kraljevstvu, jer je uostalom, 1867. i sami car Franjo Josip I. dao zavjernicu u kojoj je istaknuto da će sve zemlje koje budu "natrag stečene" biti vraćene Ugarskoj i njezinim "posestrinim kraljevinama" (Hrvatskoj). Ovi će potezi Sabora i vodećih hrvatskih političara izazvati negodovanje pravoslavnog, a onda i srpskog stanovništva, ne samo Bosne i Hercegovine, nego i Vojne krajine, Dalmacije i same Hrvatske i Slavonije. U Dalmaciji, a onda i u drugim krajevima Srbi sve snažnije artikuliraju svoje političke stavove, odvajajući se od narodnjaka. Tako nastaje i Srpska stranka u Dalmaciji, koja će otvoreno podržavati mađarske pozicije. Uvidjevši nemogućnost nastavka zajedničke južnoslavenske platforme u takvim uvjetima, Hrvatsko državno pravo sasvim se okreće uspostavi samostalnosti i slobode hrvatskih zemalja pod hrvatskim imenom. Vidljivo je to i u djelu Slovaka Bogoslava Šuleka „Hrvatski ustav ili konstitucija godine 1882.“, kojim se obraća većini, manjinama i bivšim krajišnicima te ih potiče da, bez obzira na pripadnost ili nepripadnost hrvatskoj skupini usvoje tradiciju i realnost institucija države, njima uređen način života, te sudjelovanje u nadolazećoj naciji. Time on zapravo zastupa pravašku tezu o „hrvatskom političkom narodu“ prema kojem na cijelom području pokrivenom Hrvatskim državnim pravom obitava samo jedan politički narod - hrvatski. Na taj bi se način, na temlju Hrvatskog državnog prava imale s Hrvatskom i Slavonijom (uključujući već i Vojnu krajinu) imale sjediniti Dalmacija i Bosna i Hercegovina, pa čak i slovenske pokrajine čije je slavenske stanovnike Starčević nazivao alpskim Hrvatima (još je Pavao Ritter Vitezović govorio o Alpskoj Hrvatskoj).

### Napetosti između Hrvata i Srba
U razdoblju pojačane mađarizacije pod režimom Khuen-Héderváryja (1883. – 1903.) Narodna stranka postala je vladina, a time i mađaronska, a Stranka prava postaje nositelj nacionalne ideje. Njezinim idejama o Hrvatskom državnom pravu, sve će se jasnije suprotstavljati u svome glasilu „Srpski list“ Srpska stranka u Dalmaciji, postavljajući, nasuprot Hrvatskog državnog prava, načelo političkog prava srpskog naroda, čije početke će ovi političari vidjeti u Vlaškim statutima iz 17. stoljeća. Hrvatskom državnom pravu suprotstavljala se i ideja o pravu srpskog naroda, kao i sve jača Kneževina, a potom i Kraljevina Srbija. Program Velike Srbije predviđen Garašaninovim „Načertanijem“ obuhvaćao je područja Bosne i Hercegovine, Dalmacije, ali i Slavonije. S druge strane, narodnjaci i pravaši u Dalmaciji zastupat će pozicije Hrvatskog državnog prava i tražiti povratak Dalmacije Hrvatskoj i Slavoniji.

### Politika »novog kursa«
Nakon pada Khuen-Héderváryjeve vlasti, na poticaj Ante Trumbića i Frana Supila, dolazi 1905. do Riječke i Zadarske rezolucije, kojima se stvara Hrvatsko-srpska koalicija. U njoj sudjeluju i zagovornici Hrvatskog državnog prava. Ipak, tim se rezolucijama (osobito Zadarskom) srpskom narodu priznaje status političkog naroda u Trojednoj kraljevini, što postaje pretpostavka daljnjem otporu germanizaciji i djelomično mađarizaciji, ali i sve bržem približavanju Kraljevini Srbiji. Izvan Koalicije ostat će Čista stranka prava Josipa Franka, koja će zastupati ostvarenje šire hrvatske samostalnosti unutar Monarhije, te Hrvatska pučka seljačka stranka Stjepana Radića.

## Aneksijska kriza
Aneksijskom krizom što je uslijedila 1908. zbog austro-ugarskog pripajanja dotad okupirane pokrajine Turskog Carstva, Bosne i Hercegovine, pokrenule su se žestoke rasprave i argumentacije o hrvatskom pravu na BiH.

## U jugoslavenskoj monarhiji
U svojoj „Svibanjskoj deklaraciji“ iz 1917., Jugoslavenski klub poziva se na „pravo naroda na samoodređenje“ i na „Hrvatsko državno pravo“ u nastojanju ostvarenja samostalnosti južnoslavenskih naroda Habsburške Monarhije. U Bosni i Hercegovini pojavljuje se 1917. „Stadlerova izjava“ u kojoj se kaže: „Zahtijevamo sjedinjenje onih zemalja, na koje se Hrvatsko državno pravo proteže, naime Hrvatske, Slavonije, Dalmacije, Bosne i Hercegovine te hrvatske Istre u jedno političko i financijalno autonomno, sa Habsburškom Monarhijom kao cjelinom nerazdruživo spojeno državno tijelo.“ Ta Izjava nastala je kao znak protivljenja projugoslavenskoj „Svibanjskoj deklaraciji.“ Sljedeće godine Stjepan Sarkotić još uvijek predlaže sjedinjenje Bosne i Hercegovine s Trojednicom. 29. listopada 1918. Hrvatski sabor raskida sve državno-pravne veze s Austrijom i Ugarskom te objavljuje stvaranje Države Slovenaca, Hrvata i Srba. U ovoj odluci ne spominje se Hrvatstko državno pravo, nego „pravo naroda na samoodređenje“, ali odluka će otada činiti sastavni dio Hrvatskog državnog prava. Sličan je slučaj i s Rezolucijom o odcjepljenju Međimurja od mađarske države od 9. siječnja 1919., što ju je donijela Velika skupština u Čakovcu. U rezoluciji se izričito poziva na ideju „velikog predsjednika sjeverno-američkih država Wilsona o samoodređenju naroda.“ Sabor ipak nikada neće donijeti odluku o stvaranju zajedničke države s Kraljevinom Srbijom. Tu je odluku, odstupajući od Hrvatskog državnog prava, pripremio Jugoslavenski odbor, a u stvarnost ju je provelo izaslanstvo Narodnog vijeća Slovenaca, Hrvata i Srba.
Tijekom priprema za donošenje Ustava Kraljevine Srba, Hrvata i Slovenaca, vodstvo Hrvatske republikanske seljačke stranke u sklopu republikanske zastupničke većine banske Hrvatske prihvaća 9. svibnja 1921. Državno uređenje ili Ustav Neutralne Seljačke Republike Hrvatske kao izraz težnji naroda za republikanskim i federalnim ustrojem buduće državne zajednice. Kasnije je navedeni tekst postao program HRSS.
U ovom razdoblju, kao najuspješniji borac za Hrvatsko državno pravo, pokazala se Hrvatska seljačka stranka, što je na kraju 1939. i dovelo do stvaranja banovine Hrvatske. Ni u Sporazumu Cvetković-Maček, ni u kraljevskoj „Uredbi o banovini Hrvatskoj“ od 26. rujna 1939. ne spominje se Hrvatsko državno pravo, ali sama ideja teritorijalnoga jedinstva hrvatskih zemalja u ovim odlukama predstavlja dio ostvarenja toga prava. Ipak, u svom govoru Hrvatskom narodnom zastupstvu, to jest hrvatskim zastupnicima u Narodnoj skupštini Kraljevine Jugoslavije, 29. kolovoza 1939., Vladko Maček izričito kaže:
Hrvatska strana ostala je djelomično nezadovoljna, jer to područje nije obuhvaćalo i zapadnu Bosnu (nekadašnju Tursku Hrvatsku), Baranju i sjevernu Bačku. Osim pripadnika HSS-a, frankovci, a potom i ustaše u emigraciji, također će se pozivati na Hrvatsko državno pravo, no provodit će i terorističke akcije koje su izrazito u suprotnosti sa Starčevićevom mišlju. Komunistička partija Hrvatske u svom proglasu iz 1937. ne spominje Hrvatsko državno pravo, nego se poziva na nacionalnu ravnopravnost, te osuđuje stavove „franovačko-fašističke demagogije o nezavisnoj hrvatskoj državi“, koja želi „da hrvatskom narodu umjesto jednog jarma nametne drugi, još gori jaram Rima i Berlina.“

## Drugi svjetski rat

### Nezavisna Država Hrvatska i granica do Drine
7. lipnja 1941. godine donesena je u Zagrebu na temelju Hrvatskog državnog prava i na osnovi načela o neprekinutosti hrvatskog narodnog područja od državnog interesa, „Odredba o istočnoj granici Nezavisne Države Hrvatske“, a koja je bila određena od utoka rijeke Save u Dunav,  uzvodnim tokom rijeke Save do ušća rijeke Drine u Savu; potom od ušća rijeke Drine uzvodno tom rijekom i to njezinim najistočnijim rukavcima tako, da svi rječni otoci (ade) na rijeci Drini pripadaju isključivo Nezavisnoj Državi Hrvatskoj pa do utoka potoka Brusnice u rijeku Drinu istočno od sela Zemlice; od utoka potoka Brusnice u rijeku Drinu tekla je granica NDH kopnom istočno od Drine točno starom granicom između Bosne i Srbije, a koja je postojala službeno do 1908. godine. U sastav istočnog dijela NDH ušao je i grad Zemun s okolicom, ali je isti sporazumom s njemačkim Trećim Reichom, ostao do kraja Drugog svjetskog rata pod okupacijom njemačke vojske.
Valja primijetiti da ova Odredba, uz Hrvatsko državno pravo, spominje i „načelo o neprekinutosti hrvatskog narodnog područja od državnog interesa“, te se zamišljeno područje NDH temelji i na tom načelu. S druge strane, NDH nije obuhvaćala područja koja su doista bila dijelovima Hrvatskog državnog prava i to poglavito dijelove Dalmacije i Kvarnera, te Istru i Međimurje.
Na području na kojem su vlasti NDH imale kontrolu izvršeni su brojni zločini, pretežno usmjereni protiv srpskog stanovništva. Ustaške vlasti proglašavaju sve Srbe na području NDH kolektivno krivima za nedaće Hrvata u Kraljevini Jugoslaviji, iako je Samostalna demokratska stranka, koju je podržavala većina prečanskih Srba 15 godina lojalno surađivala s HSS-om (vidi: Srbi u NDH).

### Postavke Hrvatskog državnog prava u odlukama ZAVNOH-a
Na području NDH, od utemeljenja Prvog sisačkog partizanskog odreda bio je razvijen i Narodnooslobodilački pokret s dominantnom ulogom KPJ. Na oslobođenim teritorijima uspostavlja se vlast, a na njezino čelo stavlja Zemaljsko antifašističko vijeće narodnog oslobođenja Hrvatske (ZAVNOH). U svojim odlukama ZAVNOH se nikada ne poziva na Hrvatsko državno pravo, nego spominje vjekovnu borbu hrvatskog naroda za svoju slobodu i samostalnost, te nabraja „svijetle likove Matije Gupca, Matije Ivanića, senjskih uskoka, Pavla Vitezovića, Iliraca, Eugena Kvaternika, Ante Starčevića, Frana Supila, braće Radića (vidi: Antun Radić, Stjepan Radić) i mnogih drugih hrvatskih rodoljuba“, za koje kaže da su „povijesni izraz neprekidne borbe hrvatskog naroda za slobodu.“ Usto, ZAVNOH ističe da je „Pavelić najčišće hrvatske zemlje prodao vjekovnim neprijateljima hrvatskog naroda: Dalmaciju, Hrvatsko primorje, Gorski kotar talijanskim, a Međimurje mađarskim osvajačima“. Tako jedan od zadataka pred ZAVNOH-om ostaje „borba za povratak svih od tuđina otetih pokrajina i njihovo priključenje matici zemlji, i to: Istre, Zadra, Rijeke, svih jadranskih otoka, anektiranog dijela Dalmacije, Hrvatskog primorja i Gorskog kotara, te Međimurja“ (iz „Plitvičke rezolucije“ radnog zasjedanja ZAVNOH-a od 14. lipnja 1943.). Tako, premda se ne poziva na Hrvatsko državno pravo, ZAVNOH jasno naznačuje pripadnost gotovo svih zemalja koje su njime bile obuhvaćene „matici zemlji“ (iznimka je Bosna i Hercegovina i Boka kotorska). Slični stavovi izneseni su i u Rezoluciji Drugog zasjedanja ZAVNOH-a 14. listopada 1943. 25. rujna 1943. Pokrajinski narodnooslobodilački odbor za Istru donio je tzv. Pazinske odluke od 13. i od 26. rujna 1943. godine, o tome da se Istra „priključuje matici zemlji i proglašuje ujedinjenje s ostalom našom hrvatskom braćom.“  Ova odluka već 20. rujna 1943. postaje dijelom hrvatskog pravnog sustava „Odlukom ZAVNOH-a o priključenju Istre, Rijeke, Zadra i ostalih okupiranih krajeva Hrvatskoj“. Josip Broz Tito ozbiljno će kritizirati ove odluke ZAVNOH-a u svom brzojavu od 1. listopada 1943., jer je držao da takve državno-pravne odluke može donositi samo AVNOJ, a predsjedništvo ZAVNOH-a može ih samo supotpisati. Ovakav svoj stav opravdava činjenicom da bi takvo postupanje ZAVNOH-a moglo biti protumačeno u stranim silama kao separatizam. Usto, Tito se usprotivio i onom dijelu Odluke u kojem se talijanskoj manjini jamči autonomija, držeći da je trebalo naglasiti da je riječ samo o kulturnoj autonomiji.

## Nakon Drugog svjetskog rata
U drugoj Jugoslaviji hrvatska se državnost očitovala u zasebnom teritoriju i vlastitoj republičkoj upravi na čelu sa Saborom i Izvršnim vijećem (vladom), a kasnije i Predsjedništvom Socijalističke Republike Hrvatske (najprije Federalna Država Hrvatska, a od 1947. do 1963. Narodna Republika Hrvatska). U odnosu na predratnu banovinu Hrvatsku, teritorij SR Hrvatske nije zalazio u područje Bosne i Hercegovine, no u njega je uključena Baranja, Istra (definitivno 1954.; vidi: Slobodni teritorij Trsta), Zadar, Rijeka, jadranski otoci i čitava Dalmacija. U ustavima NR Hrvatske i SR Hrvatske ne spominje se Hrvatsko državno pravo, no samo postojanje zasebnog Ustava, zakonodavstva, izvršne i sudske vlasti na određenom teritoriju, izričaj je ostvarenja dijela državotvornih težnji. Od područja koja su osobito bila dijelom Hrvatskog državnog prava, u SR Hrvatsku ne ulazi Bosna i Hercegovina (posebice ne „Turska Hrvatska“), Boka kotorska i istočni dio Srijema. Težnje za još većom hrvatskom samostalnošću i državnošću dovest će do Hrvatskog proljeća 1971. godine, koje će međutim ubrzo biti i ugušeno. Ipak, ustavnim amandmanima iz 1971. i ustavom SFRJ iz 1974. državni suverenitet nedvojbeno je prešao na razinu republika, što će postati i pravnim temeljem kasnijeg osamostaljenja Republike Hrvatske.
Hrvatska oporba i naročito emigracija naglašavala je činjenicu da prilikom određivanja granica NR Hrvatske i SR Hrvatske nije vođeno računa o teritorijima s kojima je 1918. Hrvatska ušla u Jugoslaviju (pri čemu se mislilo naročito na istočni Srijem), te da se u tim granicama očituju brojne nelogičnosti i odstupanja od javno proklamiranih načela. Osobito se pritom isticalo način određivanja granica Bosne i Hercegovine s izlaskom na more u Neumu ali ne i kod Sutorine na teritoriju koji je pripao Crnoj Gori, a povijesno je pripadao Dalmaciji. Slično, priliko određivanja granice između Bosne i Hercegovine i Hrvatske uvažene su nekadašnje granice s Osmanskim Carstvom, dok to nije vrijedilo prilikom određivanja granice između Bosne i Hercegovine i Srbije u slučaju Sandžaka. Oko tih ideja s različitim će se taktikama okupiti pojedine često suprotstavljene organizacije u emigraciji, a posebice Hrvatska seljačka stranka na čelu s Vladkom Mačekom i Hrvatski oslobodilački pokret na čelu s Antom Pavelićem i s glasilom „Hrvatski narod.“ Nakon Pavelićeve smrti dolazi do raskola u HOP-u, pa djeluju dvije istoimene organizacije, od kojih ona Vrančićeva zastupa nešto mekšu politiku. Bez obzira na sve podjele, glavni cilj svih relevantnih emigrantskih organizacija i njihovih udruženja bilo je stvaranje slobodne i samostalne hrvatske države koja mora obuhvaćati sav etnički i povijesni prostor hrvatskoga naroda u kojoj će biti suveren jedino hrvatski narod (Ustav Hrvatskog narodnog vijeća donesen u Torontu 1974.). Od 1974. upravo Hrvatsko narodno vijeće postaje glavno mjesto okupljanja hrvatske emigracije, kako one iz 1945., tako i one izbjegle nakon Hrvatskog proljeća 1971. (poput Brune Bušića), a ideja samostalne i slobodne Hrvatske počinje rasti na temelju nacionalnog pomirenja svih Hrvata. Kroz sedamdesete godine ova emigracija organizirala je i više terorističkih akcija, a u isto vrijeme bila je i metom nasilja jugoslavenskih tajnih službi. Od važnijih glasila izlaze Hrvatska revija, Nova Hrvatska i na španjolskom Studia Croatica. 1981. osnovan je Hrvatski državotvorni pokret istupanjem većinom „proljećara“ iz Hrvatskog narodnog vijeća koje se, u svjetlu Titove smrti 1980., odlučuje za mirnu borbu za hrvatsku samostalnost. Izjava Sabora Hrvatskog narodnog vijeća iz ožujka 1990. podržava hrvatske demokratske stranke koje nastoje na „narodnom samoodređenju do odcjepljenja i izvornom suverenitetu hrvatskoga naroda“, te pozdravljaju višestranačke izbore u Bosni i Hercegovini i traže obranu njezine cjelovitosti. Na taj način i većinski dio emigracije prihvaća ostvarenje Hrvatskoga državnog prava u okviru slobodne i samostalne Republike Hrvatske, ali i kroz očuvanje cjelovitosti Bosne i Hercegovine, iako se ništa ne govori o budućem statusu te zemlje.

## Samostalna Republika Hrvatska
Na prvim demokratskim izborima u Hrvatskoj 1990. većina glasača daje svoje povjerenje stranci koja je najjasnije izricala namjeru ostvarenja ideala Hrvatskog državnog prava - Hrvatskoj demokratskoj zajednici. Na predizbornim skupovima, uz zahtjeve za hrvatskom samostalnošću, nije jasno određen stav te stranke prema Bosni i Hercegovini, a pojedinci iz njezina članstva koketirali su s idejom granice na Drini.
Ustavom Republike Hrvatske ↓1 iz iste godine ona je opisana kao „samostalna i nezavisna, suverena i demokratska država“ („Izvorišne osnove“ Ustava), a prihvaćanjem odluka Badinterove komisije, njezine su granice jednake granicama Hrvatske u drugoj Jugoslaviji. U „Izvorišnim osnovama“ Ustava Republike Hrvatske izrijekom se spominje „održanje i razvitak državotvorne misli o povijesnom pravu hrvatskoga naroda na punu državnu suverenost.“ Time se i Ustav poziva na Hrvatsko državno pravo, a kao njegovi čimbenici navedene su sljedeće činjenice:
- stvaranje hrvatskih kneževina u 7. stoljeću;
- srednjovjekovna samostalna državi Hrvatska utemeljena u 9. stoljeću;
- Kraljevstvo Hrvata uspostavljeno u 10. stoljeću;
- održanje hrvatskoga državnog subjektiviteta u hrvatsko-ugarskoj personalnoj uniji;
- samostalna i suverena odluka Hrvatskoga sabora godine 1527. o izboru kralja iz Habsburške dinastije;
- samostalna i suverena odluka Hrvatskoga sabora o pragmatičkoj sankciji iz godine 1712.;
- zaključak Hrvatskoga sabora godine 1848. o obnovi cjelovitosti Trojedne Kraljevine Hrvatske pod banskom vlašću, na temelju povijesnoga, državnoga i prirodnoga prava hrvatskog naroda;
- Hrvatsko-ugarska nagodba 1868. godine o uređenju odnosa između Kraljevine Dalmacije, Hrvatske i Slavonije i Kraljevine Ugarske na temelju pravnih tradicija obiju država i Pragmatičke sankcije iz godine 1712.;
- odluka Hrvatskoga sabora 29. listopada godine 1918. o raskidanju državnopravnih odnosa Hrvatske s Austro-Ugarskom te o istodobnu pristupanju samostalne Hrvatske, s pozivom na povijesno i prirodno nacionalno pravo, Državi Slovenaca, Hrvata i Srba, proglašenoj na dotadašnjem teritoriju Habsburške Monarhije;
- činjenica da odluku Narodnoga vijeća Države SHS o ujedinjenju sa Srbijom i Crnom Gorom u Kraljevini Srba, Hrvata i Slovenaca (1. prosinca 1918. godine), poslije (3. listopada 1929. godine) proglašenoj Kraljevinom Jugoslavijom, Hrvatski sabor nikada nije sankcionirao;
- osnutak Banovine Hrvatske godine 1939. kojom je obnovljena hrvatska državna samobitnost u Kraljevini Jugoslaviji;
- uspostava temelja državne suverenosti u razdoblju Drugoga svjetskog rata, izraženoj nasuprot proglašenju Nezavisne Države Hrvatske (1941.) u odlukama Zemaljskoga antifašističkog vijeća narodnog oslobođenja Hrvatske (1943.), a potom u Ustavu Narodne Republike Hrvatske (1947.) i poslije u ustavima Socijalističke Republike Hrvatske (1963. – 1990.);
- demokratski izbori (godine 1990.), na kojima je hrvatski narod slobodno izrađenom voljom potvrdio svoju tisućgodišnju državnu samobitnost
- Ustav Republike Hrvatske (1990.) i pobjeda u Domovinskom ratu (1991. – 1995.).

Ovim odrednicama Hrvatskog državnog prava sadržanima u Ustavu valja još pridodati i Referendum o samostalnosti i suverenosti RH od 19. svibnja 1991., na kojem se 94% građana izjasnilo za samostalnost i suverenost Hrvatske, a protiv ostanka u Jugoslaviji, te Deklaraciju o uspostavi samostalne i suverene Republike Hrvatske Hrvatskoga sabora od 25. lipnja 1991. i proglašenje neovisnosti 8. listopada iste godine.
↑1   izvorni tekst na WikIzvoru: tekst Ustava Republike Hrvatske

## Nesporazumi, sukobi i kriva tumačenja u srpskoj politici
Postavke Hrvatskog državnog prava koje se odnose na zemlje koje su viđene kao njegov sastavni dio (osobito Dalmacija, Bosna i Hercegovina, istočni Srijem, Boka kotorska, a ponekad i Sandžak), te razumijevanje cjelokupnog stanovništva toga područja kao „političkog hrvatskog naroda“, sudarile su se s nacionalnom idejom Srba u tim krajevima, koja je svoj poticaj dobivala iz sve snažnije Kneževine i Kraljevine Srbije. Ta je ideja naglašavala etničko načelo i pripadnost svih pravoslavaca na tom području jednom i jedinstvenom srpskom narodu čiji je ideal konačno sjedinjenje sa Srbima u Kraljevini Srbiji. Usto, još od vremena Vuka Karadžića naglašavat će se i pripadnost svih štokavaca katolika jedinstvenom srpskom narodu, a srpska glasila toga doba, posebice Srpski list iz Dalmacije, vidjet će Hrvate, ne kao zaseban narod, nego kao svojevrsnu izdajničku proaustrijsku stranku srpskoga naroda. S tim idejama oni će snažno napadati ideju Hrvatskog državnog prava, pa i ismijavati njegove umjerenije zagovornike kakav je bio Bogoslav Šulek. Svako hrvatsko spominjanje Hrvatskog državnog i povijesnog prava u srpskim će političkim krugovima biti protumačeno kao izraz velikohrvatskih težnji, koje su zapravo bile izravno suprotstavljene velikosrpskim naumima Srbije i srpskih političara u drugim krajevima.
Ivo Banac zaključuje da srpski politički i intelektualni krugovi nikada nisu do kraja shvatili koncept Hrvatskog državnog prava, pogotovo u odnosu na hrvatsku verziju jugoslavenstva. Kao osnovni razlog nerazumijevanja istaknuta je činjenica da je srpska nacionalna ideologija 19. i 20. stoljeća izjednačavala etničko i nacionalno, odnosno da je stavljala znak jednakosti između etničke pripadnosti srpskom narodu i pripadnosti srpskoj naciji, nastojeći takvo viđenje primijeniti i na druge skupine, što je ujedno i značilo da u srpsku državu treba uključiti sva područja u kojima žive etnički Srbi. Ovo je vodilo u izravan sukob sa zagovornicima Hrvatskog državnog prava, počevši s Bosnom i Hercegovinom tijekom druge polovice 19. stoljeća. Tako promatran koncept Hrvatskog državnog prava i hrvatske političke nacionalnosti (koja kao zajednica nije bila utemeljena na zajedničkom podrijetlu, jeziku i vjeroispovesti, nego na povijesti i državno-pravnim ispravama) Srbima je izgledao nerazumljiv i stran.

## Hrvatsko državno pravo i bošnjački krugovi
Još je Ante Starčević držao da su bosanski muslimani dio hrvatskoga naroda, a to je uvjerenje došlo do svoga vrhunca u NDH, kad je 30. travnja 1941. godine donesena zakonska odredba o „arijevskom rasnom karakteru“ pripadnika islamske vjeroispovjesti. Dok jedan dio tamošnjeg muslimanskog stanovništva prihvaća takav tretman, drugi će se dio usprotiviti ustaškoj politici kao asimilatorskoj. Kasnije će se bošnjački političari pozivati na kontinuitet države Bosne i Hercegovine sa srednjovijekovnom Bosnom, a hrvatsko pozivanje na državno pravo okarakterizirati kao ekspanzionizam ravnopravan velikosrpskoj ideji koja ih je pritiskala s druge strane. Tome će znatno pridonijeti i nedoslijednost hrvatske politike devedesetih godina 20. stoljeća kad je riječ o Bosni i Hercegovini.